# Коул-Бей 3
Коул-Бей 3 (англ. Cole Bay 3) — індіанська резервація в Канаді, у провінції Британська Колумбія, у межах регіонального округу Кепітел.

## Населення
За даними перепису 2016 року, індіанська резервація нараховувала 332 особи, показавши зростання на 3,1%, порівняно з 2011-м роком. Середня густина населення становила 117,8 осіб/км².
З офіційних мов обидвома одночасно володіли 5 жителів, тільки англійською — 330. Усього 30 осіб вважали рідною мовою не одну з офіційних, з них 25 — одну з корінних мов.
Працездатне населення становило 51,1% усього населення, рівень безробіття — 26,1%.

## Клімат
Середня річна температура становить 9,8°C, середня максимальна – 20,3°C, а середня мінімальна – -1,4°C. Середня річна кількість опадів – 926 мм.
| Клімат поселення                              | Клімат поселення | Клімат поселення | Клімат поселення | Клімат поселення | Клімат поселення | Клімат поселення | Клімат поселення | Клімат поселення | Клімат поселення | Клімат поселення | Клімат поселення | Клімат поселення | Клімат поселення |
| Показник                                      | Січ.             | Лют.             | Бер.             | Квіт.            | Трав.            | Черв.            | Лип.             | Серп.            | Вер.             | Жовт.            | Лист.            | Груд.            |                  |
| Середній максимум, °C                         | 8,48             | 9,64             | 11,18            | 13,47            | 16,54            | 19,27            | 19,86            | 20,29            | 17,47            | 13,08            | 9,19             | 7,02             |                  |
| Середня температура, °C                       | 3,53             | 4,69             | 6,23             | 8,52             | 11,59            | 14,33            | 16,77            | 17,20            | 14,39            | 10,00            | 6,12             | 3,94             |                  |
| Середній мінімум, °C                          | −1,42            | −0,26            | 1,30             | 3,58             | 6,67             | 9,38             | 13,70            | 14,12            | 11,31            | 6,91             | 3,03             | 0,86             |                  |
| Норма опадів, мм                              | 149              | 103              | 82               | 51               | 38               | 32               | 20               | 26               | 31               | 84               | 156              | 154              |                  |
| Середньомісячна швидкість вітру, м/с          | 3.49             | 3.34             | 3.42             | 3.36             | 3.29             | 3.32             | 3.18             | 2.88             | 2.58             | 2.78             | 3.44             | 3.52             |                  |
| Середньомісячна сонячна радіація, кДж/м²·день | 3239             | 6093             | 9917             | 14819            | 18498            | 19927            | 21178            | 18111            | 13247            | 7088             | 3652             | 2615             |                  |
| --------------------------------------------- | ---------------- | ---------------- | ---------------- | ---------------- | ---------------- | ---------------- | ---------------- | ---------------- | ---------------- | ---------------- | ---------------- | ---------------- | ---------------- |
| Джерело:                                      |                  |                  |                  |                  |                  |                  |                  |                  |                  |                  |                  |                  |                  |